# مسجد تاي يوان القديم
مسجد تاي يوان القديم (بالصينية: 太原清真古寺 Tàiyuán Qīngzhēn Gǔsì)، يقع في تاييوان المدينة، مقاطعة شانشي في الصين، تم بناء المسجد في عهد أسرة تانغ وهو على النمط العمراني الصيني التقليدي.

## العنوان
يمكنك الذهاب له عبر إعطاء سائق الأجرة هذا العنوان:山西省太原市杏花岭区